# Defensor interno
Defensor interno (português brasileiro) ou defesa interior (português europeu) (em inglês: Infielder, sigla IF) é a posição de defesa no beisebol mais próxima da casa de lançamento. Inclui o primeira base, segunda base, interbases e terceira-base.